# Казатин (село, Винницкая область)
Каза́тин (укр. Козятин) — село на Украине, находится в Казатинском районе Винницкой области. Вплотную примыкает к городу Казатин.
Код КОАТУУ — 0521482803. Население по переписи 2001 года составляет 3527 человек. Почтовый индекс — 22100. Телефонный код — 4342.
Занимает площадь 20,076 км².

## Адрес местного совета
22109, Винницкая область, Казатинский р-н, с. Казатин, ул. Октябрьская, 90

## Известные уроженцы
Мужичков, Александр Иванович (1914—2013) — инженер-ракетчик, гл. инженер опытного завода энергетического машиностроения НПО Энергомашиностроения академика В.П. Глушко, Герой Социалистического труда.